# Vindåsen
Vindåsen är ett naturreservat på en halvö i skärgården i Västerviks kommun i Kalmar län.
Området är naturskyddat sedan 1974 och är 46 hektar stort. Reservatet omfattar höga bergspartier och dalgångar. Det består
av gles tallskog på hällmark på höjderna och strandängar och öppna odlingslandskap i dalarna.